# عالية ممدوح
عالية ممدوح ( 1944م -) كاتبة عراقية ولدت في بغداد، وأنهت في بغداد الدراسة الإبتدائية والثانوية ثم التحقت بالجامعة المستنصرية في قسم علم النفس وتخرجت منها عام 1971م. غادرت العراق في عام 1982 ولم تعد إليه . وتنقلت بين عواصم ومدن شتى ما بين مدينة بيروت والمغرب، برايتون، كاردف، ومونتريال، واستقرت مؤقتا في باريس في فرنسا .

## نشاطاتها
- كانت تصدر جريدة الراصد في بغداد 1975 - 1980.
- كتبت مقالاتها الأسبوعية جريدة في الريـاض 1981 -

## ماذا كتب عن أعمال عالية ممدوح
- الغلامة رواية جرئية في فضح القسوة، وفي تمجيد الجسد وتصوير المرأة القوية في حبها ومغامرتها.

المرأة الابدية، عشتار العراق التي ترتفع وتسمو دائما فوق جروف الدم والموت ورياح الخوف والجنون.
جنان جاسم حلاوي. صحيفة النهار البيروتية.
- دقة اللغة في رواية الغلامة تسحب الدم من العروق.

إنها رواية صعبة ويمكن ان توصف بالغنى والعمق، وعبقرية التحليل والسرد الذي ينداح سلسا مختالا بلغة منتقاة من قاموس الفجيعة العراقية.
هذه رواية رغم قتامتها علامة فارقة من العلامات المضئية في تاريخ الرواية العربية المعاصرة.
محي الدين اللاذقاني. صحيفة الشرق الأوسط اللندنية.
- رواية الغلامة فاقت وتجاوزت النفتالين والولع من حيث عمق الوصف والانغمار والانبهار والدهشة والتخييل والرمزية.

د. زهير شلبية. صحيفة القدس العربي اللندنية.
- هذه رواية كتبتها امرأة بمنطق كتابة المرأة الجديدة التي تحرص على كتابة اختلافها داخل النص فكريا وفنيا على السواء.

تقدم لنا الرواية بانورما حية للواقع العراقي في العصر الحديث منذ العهد الملكي وحتى العام 1977 وهي بانورما تتسم بالحيوية والتوهج حيث يتخلق التاريخ والواقع اليومي معا يدا بيد.
صبري حافظ. صحيفة العرب اللندنية.
- الرواية أقوى من المؤلفة.

أكثر من عشرين شخصية تضعهم كلهم أمامها : مدراء، شرطة، أعضاء في الحزب، أعضاء منتصبة أو مرتخية، عشيقات، مسارح مستحيلة، عنيفة، مسلية ذات جمال يصيب بالرعشة. عالية ممدوح هي اليوم الاسم الأول للحرية في الأدب .
هيلين سيكسو. من مقدمتها للترجمة الفرنسية.
ـ تدور معظم أحداث رواية الغلامة في السجن الذي دخلته بطلته صبيحة، لتفضح من خلالها التحجر والنفاق، القساوة والذكورية، وببحثها المستمر عن اللذة الجسدية.
فاروق مردم بك. ناشر الرواية. دار أكت سود الفرنسية.
ـ سرد رواية الغلامة يتخذ بالتناوب شكل محاكمة سياسية واعترافات، ويتشرب بنفحة جنسية جسورة.
```
سرد تنطبق عليه تماما مقولة ـ باتاي ـ عن "" اظهار الأمور الإنسانية من ناحيتها الأسوأ "".
ينبغي التذكير بالدور الطليعي الذي تضطلع به الروائيات العربيات. 
```

باتريك دوسينيتي. مجلة دار النشر أكت سود.
ـ رواية الغلامة، والحق يقال ـ إنها قنبلة أدبية ـ رواية تلهب النار في الصفحات.
اوليفيا مارسو. مجلة افريك ماغازين. زاوية لير. أقرأ.

## المحبوبات
إن الرسالة الروائية في رواية المحبوبات رسالة ذات بعد وجودي عن امكان تجاوز المحن في عالم بشع وموجع.
عن امكان استعادة البشر لإنسانيتهم. وتصر على امكان الصمود والمقاومة أمام قوى ساحقة وموت معنوي.
فريال جبوري غزول. صحيفة الحياة اللندنية.
ـ يمكننا ان نقرأ المحبوبات رمزيا، حين نضع العراق بلدها، أي بلد هو، على خارطة.
هي تلويحة الوداع وعلامة سحرية في طريق ملأته عالية ممدوح بالعلامات التي تقودنا كل واحدة منها إلى نوع مختلف من الموت الذي يمتزج دائما بالحب.
```
هي أطول نص أدبي عربي في مديح الصداقة بعد رسالة التوحيدي.
```

فاروق يوسف. القدس العربي
ـ رواية المحبوبات لعالية ممدوح رواية عراقية تتحدث عن جديد بتحد ووعي وحداثة لم تألفها ذائقتنا المحلية في الرؤية للقراءة الروائية، وهو ما يهم منجزنا الروائي العراقي.
نعيم مهلهل. ملحق صحيفة الزمان العراقية.
ـ تذهب عالية ممدوح نحو مناطق غائرة في تاريخ الذات العراقية المثقلة بانكساراتها واوجاعها ومنافيها لتروي سيرة العذاب والبحث عن المعنى والوجود خارج حالة الخراب والموت والقهر. مفيد نجم. جريد الاتحاد الظبيانية.
ـ تبدو المحبوبات بمحكياتها وشخوصها ولغتها الدقيقة والمتدفقة اشبه بمقطوعة موسيقية متعددة النغمات والمقامات والأصوات، لكنها تتضافر لتعزف لحن الصداقة الجميل. محمد برادة. صحيفة الحياة اللندنية.
ـ تبدو عالية ممدوح شاعرة كبيرة وهي تمارس القص، ففي كل ما روته هو عن حالة القلق والتهديد والخذلان والقرف من هذا العصر، وبرغم ذلك فأن الشخصيات يظهرون كمنتصرين وملتصقين عاطفيا بالوجود.
هيلين سيكسو. من مقدمة الطبعة الأمريكية.
ـ في المحبوبات، احياء الإنسان كقيمة عليا ووجود { بشري وكوني } منفتح وذلك من خلال امكانية تفعيل التسامي فوق الفوارق الاثنية سواء كانت عرقية أو دينية أم مذهبية.
حسن السلمان.
ـ "" إذا كان ثمة شيء صرع سهيلة بطلة المحبوبات فهو بغداد "". هكذا ينغلق الزمن الروائي في هذه الرواية على طرفي المعادلة : الوطن المبدد في الواقع والوطن في الذاكرة.
د. علي إبراهيم. ملحق صحيفة الزمان البغدادية.
التشهي :
ـ التشهي، رواية عراقية بامتياز.
رواية تتعلق بالرؤيا الداخلية للحقيقة الإنسانية، للذاكرة الحية المتعلقة بالجسد، هذا العالم الروحي الغامض فتبرز وتتخذ انجازا خلاقا ومختلفا.
رؤوف مسعد. ملف صحيفة الزمان البغدادية.
ـ إن الذائقة السياسية للسلطة في العراق لم تسمح بهذه الرواية اليوم.
من اجل ذلك يمثل هذا العمل حدثا خطيرا يدخل في سجل الأدب العربي مع عشرات وربما مئات الأعمال الممنوعة من التداول العلني.
صادق الطريحي. مجلة الأديب الأسبوعيى ة البغدادية.
ـ الذكر المريض في رواية التشهي، هو ذكر الأمة المريض وليس العجز الجنسي إلا انعكاسا أعم واشمل سياسيا وثقافيا واجتماعيا. فتواجه عالية ممدوح اليأس بالسخرية والضحك. تكتب بالشجن الذي في قلبها وبالعصب، لا تواجه فقط خوف الحروب، حروب الآخرين علينا وحروبنا، بعضنا ضد البعض، وأنما الخوف من التردي والبشاعة والابتذال.
عيسى مخلوف. ملحق صحيفة النهار البيروتية.
ـ الجنس في رواية التشهي ليس إلا مدخلا إلى قضايا أخرى.
انه أحد التجليات الحسية الأعنف لتقهقر نفسي وعاطفي لكن وجودي خصوصا. سلفانا خوري. صحيفة النهار البيروتية.
ـ يمكن الكتابة ضمن قراءات عدة لرواية التشهي، بأنها من النصوص المتعالقة بالعراق الأجتماعي ـ السيادي المنهار، قبل الغزو والاحتلال، لا بل قبل العسف والسلطة القامعة. "" لكن الحب يدبر لنا الموت. الحب لا يكفي بذاته كأنه من امتلأئه الشديد يصير لا شئ "". ص 213 من الرواية.
الياس فركوح. صحيفة الرأي الأردنية.
ـ التشهي رواية ملئية بالسباب والشتائم والكلام العادي المبتذل والوصف الحسي المباشر والغزل الشهواني العنيف غير انها لا تجرح الذائقة الجمالية.
فاروق يوسف. صحيفة الحياة اللندنية.
ـ رواية التشهي تنهج مسالك شكلية مغايرة لا تخلو من جرأة وحرص على زعزعة التابوات وفي مقدمتها تابو الجنس.
محمد برادة. صحيفة الحياة اللندنية.
غرام براغماتي :
ـ راحت عالية ممدوح وهي الناصة تنهدس عنوانات فصول الرواية التي ستتطلب من المتلقي قراءة تأملية مضاعفة من دون استغفال دلالة الشرطتين كوحدة قرائية.
د. رسول محمد رسول. مجلة أفاق أدبية. بغداد 2012
ـ لامست غرام براغماتي مسائل كونية مثل الرغبة والحب المستحيل والطبائع المتناقضة والتكيف والماضي والتأجيل في المشاعر، والجدل في العواطف لا الاستجابة لها. د. حاتم الصكر. مجلة دبي الثقافية.
ـ المنفى في رواية غرام براغماتي هو البطل المكاني والواقعي لكنه المتواري أيضا خلف المكان المتخيل. فيعيش ابطالها استلابهم الوجودي والإنساني في الداخل وفي المنافي.
علي حسن الفواز. مجلة العالم البغدادية.
ـ غرام براغماتي ثنائية صراعية إذ تبدو بغداد التي تخصها بعيدة، والمنفى الذي لا يخصها حاضرا.
```
تندرج هذه الرواية ضمن روايات التقنية الحديثة فقد شاركت التكنولوجيا والعولمة في خلق وتشكيل النص فتقدم لنا انموذجا جميلا متعالقا للمنفى / الوطن، وللحضارة العالمية والعولمة ـ باريس، والخصوصية المحلية، بغداد. 
```

جميلة عبد الله العبيدي. صحيفة السفير اللبنانية.
ـ عالية ممدوح في رواية غرام برغماتي تفرك الكتابة بليفة عراقية خشنة مستدعية موروثها الشعبي وثقافاتها.
نوال العلي. صحيفة الأخبار اللبنانية.
ـ توصلت عالية ممدوح في هذه الرواية إلى الذروة. في فعل السرد، قمة التراكم الجدي والدؤوب لما صنعته مدى سنوات من العمل.
كلما كتبت ممدوح كلما تألقت. مرهفة، شاعرية، مبدعة.
صباح زوين. صحيفة السفير اللبنانية.
ـ تكتب عالية ممدوح رواية غرام برلغماتي بلغة إنسانية مغرقة في صدقها، صادمة في جراءتها وتسميتها للأشياء باسمائها وعريها الجارح.
طالب الرفاعي. جريدة الجريدة الكويتية.
ـ عالية ممدوح في روايتها غرام... تدون واحدا من أجمل نصوص الحب التي تكتبها النساء العربيات.
فاطمة المحسن. صحيفة الرياض السعودية.
في مجموعتيها ـ افتتاحية للضحك، وهوامش للسيدة ب، بدأت عالية ممدوح أسلوبها التجريبي في الكتابة ووضعها في قلب التحول لاحتواء الحياتي المتغير، بلغة تشبهه.
لغة تهبه نوعا من التوتر المتخيل، هي قوة المتخيل القابع في اعماق الكلمة. يومها أقرأ لعالية ممدوح القصص لامتلأ شعرا وبسبب ما تتركه تلك القصص في اعماقي ذائقة جمالية .
فاروق يوسف. صحيفة القدس العربي اللندنية.

## أعمالها
صدر لها مجموعتان قصصيتان وخمس روايات هي:
- ليلى والذئب 1981
- الولع 1995
- حبات النفتالين 2000
- الغلامة 2000
- المحبوبات 2003
- التشهي 2007
- التانكي 2019.

روايتها (المحبوبات) فازت بها عالية ممدوح بجائزة نجيب محفوظ.